# Campionati italiani estivi di nuoto 2009
I Campionati italiani estivi di nuoto 2009 si sono svolti a Pescara tra il 26 e il 30 maggio 2009 presso il complesso Le Naiadi, lo stesso dove un mese dopo si sono svolti i Giochi del Mediterraneo. Ai campionati hanno partecipato 529 atleti, 265 femmine e 264 maschi.
I campionati sono stati l'ultima prova disponibile per qualificarsi ai Mondiali di Roma. È infatti per tale motivo che sono stati organizzati a fine maggio e non ad agosto come consuetudine.

## Podi

### Uomini
| Evento               | Oro                                                                                          | Tempo         | Argento                                                                                             | Tempo        | Bronzo                                                                                             | Tempo    |
| Stile libero         |                                                                                              |               | |              | |          |
| 50 m                 | Federico Bocchia                                                                             | 21.93         | Andrea Rolla                                                                                        | 22.32        | Fabio Gimondi                                                                                      | 22.47    |
| 100 m                | Christian Galenda                                                                            | 48.93         | Francesco Donin                                                                                     | 48.99        | Alessandro Calvi                                                                                   | 49.24    |
| 200 m                | Gianluca Maglia                                                                              | 1'47.20       | Marco Belotti                                                                                       | 1'47.22      | Emiliano Brembilla                                                                                 | 1'47.35  |
| 400 m                | Samuel Pizzetti                                                                              | 3'47.14       | Massimiliano Rosolino                                                                               | 3'47.54      | Cesare Sciocchetti                                                                                 | 3'48.51  |
| 800 m                | Samuel Pizzetti                                                                              | 7'48.13 - RI  | Federico Colbertaldo                                                                                | 7'53.02      | Andrea Busato                                                                                      | 7'55.77  |
| 1500 m               | Samuel Pizzetti                                                                              | 15'00.96      | Federico Colbertaldo                                                                                | 15'13.20     | Riccardo De Lucia                                                                                  | 15'18.28 |
| Dorso                |                                                                                              |               | |              | |          |
| 50 m                 | Mirco Di Tora                                                                                | 25.00         | Enrico Catalano                                                                                     | 25.37        | Sebastiano Ranfagni                                                                                | 25.60    |
| 100 m                | Enrico Catalano                                                                              | 54.15         | Damiano Lestingi                                                                                    | 54.23        | Mirco Di Tora                                                                                      | 54.25    |
| 200 m                | Sebastiano Ranfagni                                                                          | 1'58.13       | Matteo Milli                                                                                        | 1'59.69      | Matteo Giordano                                                                                    | 2'00.44  |
| Rana                 |                                                                                              |               | |              | |          |
| 50 m                 | Alessandro Terrin                                                                            | 27.54         | Andrea Toniato                                                                                      | 27.67 - RJC  | Luca Residori                                                                                      | 27.74    |
| 100 m                | Luca Pizzini                                                                                 | 1'00.65 - RC  | Mattia Pesce                                                                                        | 1'00.69      | Fabio Scozzoli                                                                                     | 1'00.85  |
| 200 m                | Loris Facci                                                                                  | 2'10.49       | Edoardo Giorgetti                                                                                   | 2'10.54 - RC | Paolo Bossini                                                                                      | 2'11.67  |
| Farfalla             |                                                                                              |               | |              | |          |
| 50 m                 | Marco Belotti                                                                                | 23.86         | Mattia Nalesso                                                                                      | 23.87        | Matteo Salomoni                                                                                    | 24.10    |
| 100 m                | Mattia Nalesso                                                                               | 52.49 - RI    | Lorenzo Benatti                                                                                     | 52.59        | Rudy Goldin                                                                                        | 52.73    |
| 200 m                | Michele Cosentino                                                                            | 1'56.97       | Francesco Vespe                                                                                     | 1'56.99      | Niccolò Beni                                                                                       | 1'57.22  |
| Misti                |                                                                                              |               | |              | |          |
| 200 m                | Alessio Boggiatto                                                                            | 1'59.91       | Damiano Lestingi                                                                                    | 2'00.10 - RC | Massimiliano Rosolino                                                                              | 2'00.49  |
| 400 m                | Luca Angelo Dioli                                                                            | 4'14.75       | Alessio Boggiatto                                                                                   | 4'14.86      | Luca Marin                                                                                         | 4'15.46  |
| Staffette            |                                                                                              |               | |              | |          |
| 4x100 m stile libero | Circolo Canottieri Aniene A Nicola Cassio Marco Belotti Lorenzo Benatti Damiano Lestingi     | 3'18.07 - RIS | Aurelia Nuoto A Fulvio Paolo Maciejak Erik Regini Vittorio Gennari Vittorio Dinia                   | 3'20.04      | Centro Sportivo Carabinieri Alessandro Calvi Mattia Nalesso Sebastiano Ranfagni Cesare Sciocchetti | 3'20.74  |
| 4x200 m stile libero | Circolo Canottieri Aniene A Nicola Cassio Alex Di Giorgio Damiano Lestingi Marco Belotti     | 7'15.03 - RIS | Centro Sportivo Carabinieri Cesare Sciocchetti Federico Cappellazzo Francesco Vespe Samuel Pizzetti | 7'15.60      | Salaria Nuoto A Gianmarco Baldassarre Michele Berardi Giorgio Guglielmi Francesco Di Pippo         | 7'23.99  |
| 4x100 m misti        | Circolo Canottieri Aniene A Damiano Lestingi Edoardo Giorgetti Lorenzo Benatti Marco Belotti | 3'37.10       | Centro Sportivo Carabinieri Sebastiano Ranfagni Luca Pizzini Mattia Nalesso Alessandro Calvi        | 3'37.23      | Ispra Swim Planet A Enrico Catalano Alberto Catalano Stefano Iacobone Andrea Rolla                 | 3'37.85  |

### Donne
| Evento               | Oro                                                                                              | Tempo         | Argento                                                                             | Tempo    | Bronzo                                                                                        | Tempo    |
| Stile libero         |                                                                                                  |               |                                                                                     |          |                                                                                               |          |
| 50 m                 | Cristina Chiuso                                                                                  | 25.67         | Laura Letrari                                                                       | 25.68    | Livia Travaglini                                                                              | 25.75    |
| 100 m                | Erica Buratto                                                                                    | 55.72         | Renata Spagnolo                                                                     | 55.91    | Flavia Zoccari                                                                                | 56.12    |
| 200 m                | Flavia Zoccari                                                                                   | 1'59.28       | Alice Carpanese                                                                     | 1'59.31  | Renata Spagnolo                                                                               | 1'59.73  |
| 400 m                | Federica Pellegrini                                                                              | 4'06.30       | Flavia Zoccari                                                                      | 4'10.61  | Giulia Bolgiani                                                                               | 4'11.84  |
| 800 m                | Martina Rita Caramignoli                                                                         | 8'36.98       | Giulia Bolgiani                                                                     | 8'40.69  | Stefania Pirozzi                                                                              | 8'46.73  |
| 1500 m               | Alessia Filippi                                                                                  | 16'17.05      | Martina Rita Caramignoli                                                            | 16'37.30 | Martina Grimaldi                                                                              | 16'38.50 |
| Dorso                |                                                                                                  |               |                                                                                     |          |                                                                                               |          |
| 50 m                 | Laura Letrari                                                                                    | 28.87         | Arianna Barbieri                                                                    | 28.97    | Valentina De Nardi                                                                            | 29.22    |
| 100 m                | Elena Gemo                                                                                       | 1'01.10       | Valentina De Nardi                                                                  | 1'02.34  | Federica Pellegrini                                                                           | 1'02.63  |
| 200 m                | Valentina Lucconi                                                                                | 2'13.32       | Federica Sorriso                                                                    | 2'13.95  | Elisa Pasini                                                                                  | 2'16.15  |
| Rana                 |                                                                                                  |               |                                                                                     |          |                                                                                               |          |
| 50 m                 | Roberta Panara                                                                                   | 31.29         | Martina Carraro                                                                     | 31.72    | Ombretta Plos                                                                                 | 31.82    |
| 100 m                | Ilaria Scarcella                                                                                 | 1'06.86 - RI  | Giulia Fabbri                                                                       | 1'08.52  | Ombretta Plos                                                                                 | 1'08.53  |
| 200 m                | Ilaria Scarcella                                                                                 | 2'23.63 - RI  | Chiara Boggiatto                                                                    | 2'26.45  | Pamela Gabrieli                                                                               | 2'26.53  |
| Farfalla             |                                                                                                  |               |                                                                                     |          |                                                                                               |          |
| 50 m                 | Silvia Di Pietro                                                                                 | 26.10 - RI    | Elena Gemo                                                                          | 26.54    | Chiara Mazzoni                                                                                | 26.88    |
| 100 m                | Silvia Di Pietro                                                                                 | 58.66 - RJ    | Ilaria Bianchi                                                                      | 58.80    | Caterina Giacchetti                                                                           | 59.31    |
| 200 m                | Caterina Giacchetti                                                                              | 2'06.50 - RI  | Francesca Segat                                                                     | 2'09.24  | Paola Cavallino                                                                               | 2'09.92  |
| Misti                |                                                                                                  |               |                                                                                     |          |                                                                                               |          |
| 200 m                | Alessia Filippi                                                                                  | 2'11.25 - RI  | Francesca Segat                                                                     | 2'13.07  | Erica Buratto                                                                                 | 2'13.93  |
| 400 m                | Francesca Segat                                                                                  | 4'42.46       | Francesca Aceto                                                                     | 4'43.67  | Elisa Pasini                                                                                  | 4'44.42  |
| Staffette            |                                                                                                  |               |                                                                                     |          |                                                                                               |          |
| 4x100 m stile libero | Circolo Canottieri Aniene A Gigliola Tecchio Caterina Giacchetti Elena Gemo Federica Pellegrini  | 3'45.02       | Centro Sportivo Esercito Erika Ferraioli Silvia Florio Flavia Zoccari Laura Letrari | 3'45.90  | Aurelia Nuoto A Silvia Di Pietro Alessia Filippi Emanuela Albenzi Cristina Chiuso             | 3'47.13  |
| 4x200 m stile libero | Circolo Canottieri Aniene Ambra Migliori Caterina Giacchetti Laura Borghetti Federica Pellegrini | 8'03.52 - RIS | Ispra Swim Planet Erica Buratto Roberta Ioppi Margherita Pozzi Elisa Pasini         | 8'07.86  | Aurelia Nuoto Martina Rita Caramignoli Alessia Filippi Emanuela Albenzi Rachele Bruni         | 8'08.80  |
| 4x100 m misti        | DDS A Elisa Apostoli Roberta Panara Cristina Maccagnola Giorgia Mancin                           | 4'06.15       | Aurelia Nuoto A Alessia Filippi Ginevra Ferronetti Silvia Di Pietro Cristina Chiuso | 4'06.60  | Circolo Canottieri Aniene A Elena Gemo Noemi Di Renzo Caterina Giacchetti Federica Pellegrini | 4'07.32  |

## Record battuti
| Data           | Gara                |               | Record       | Atleta                    | Tempo   |
| -------------- | ------------------- | ------------- | ------------ | ------------------------- | ------- |
| 26 maggio 2009 | 50 m rana femm      | 5ª batteria   | RC - RJ      | Martina Carraro           | 31.91   |
| 26 maggio 2009 | 50 m rana femm      | 6ª batteria   | RC           | Erica Donadon             | 31.88   |
| 26 maggio 2009 | 50 m rana masch     | 5ª batteria   | RC           | Andrea Toniato            | 27.78   |
| 26 maggio 2009 | 50 m rana femm      | 1° semifinale | RC - RJ      | Martina Carraro           | 31.39   |
| 26 maggio 2009 | 800 m sl masch      | 1ª serie      | RI           | Samuel Pizzetti           | 7'48.13 |
| 26 maggio 2009 | 50 m rana masch     | Finale        | RC - RJ      | Andrea Toniato            | 27.67   |
| 26 maggio 2009 | 200 m farfalla femm | Finale        | RI           | Caterina Giacchetti       | 2'06.50 |
| 27 maggio 2009 | 50 m farfalla femm  | 4ª batteria   | RI - RC - RJ | Silvia Di Pietro          | 26.25   |
| 27 maggio 2009 | 50 m farfalla femm  | 2° semifinale | RI - RC - RJ | Silvia Di Pietro          | 26.23   |
| 27 maggio 2009 | 100 m rana femm     | 1° semifinale | RI           | Roberta Panara            | 1'08.01 |
| 27 maggio 2009 | 100 m rana femm     | 2° semifinale | RI - RC - RJ | Ilaria Scarcella          | 1'06.99 |
| 27 maggio 2009 | 100 m rana masch    | 1° semifinale | RC           | Mattia Pesce              | 1'00.65 |
| 27 maggio 2009 | 50 m farfalla femm  | Finale        | RI - RC - RJ | Silvia Di Pietro          | 26.10   |
| 27 maggio 2009 | 400 m misti femm    | Finale        | RJ           | Stefania Pirozzi          | 4'46.72 |
| 27 maggio 2009 | 100 m farfalla masc | Finale        | RI           | Mattia Nalesso            | 52.49   |
| 27 maggio 2009 | 100 m farfalla masc | Finale        | RC           | Stefano Mauro Pizzamiglio | 53.20   |
| 28 maggio 2009 | 50 m sl masch       | 5ª batteria   | RJ           | Fabio Gimondi             | 22.34   |
| 28 maggio 2009 | 100 m dorso masch   | 2° semifinale | RC           | Damiano Lestingi          | 54.13   |
| 28 maggio 2009 | 100 m rana femm     | Finale        | RI - RC - RJ | Ilaria Scarcella          | 1'06.86 |
| 28 maggio 2009 | 100 m rana masch    | Finale        | RC           | Mattia Pesce              | 1'00.65 |
| 28 maggio 2009 | 100 m rana masch    | Finale        | RJ           | Andrea Toniato            | 1'01.33 |
| 29 maggio 2009 | 100 m farfalla femm | 2° semifinale | RJ           | Silvia Di Pietro          | 58.90   |
| 29 maggio 2009 | 200 m rana masch    | Finale        | RC           | Edoardo Giorgetti         | 2'10.54 |
| 29 maggio 2009 | 200 m misti femm    | Finale        | RI           | Alessia Filippi           | 2'11.25 |
| 29 maggio 2009 | 200 m misti femm    | Finale        | RC           | Francesca Aceto           | 2'14.95 |
| 30 maggio 2009 | 100 m farfalla femm | Finale        | RJ           | Silvia Di Pietro          | 58.66   |
| 30 maggio 2009 | 200 m rana femm     | Finale        | RI - RC - RJ | Ilaria Scarcella          | 2'23.63 |
| 30 maggio 2009 | 200 m misti masch   | Finale        | RC           | Damiano Lestingi          | 2'00.10 |

- Legenda

RI - Record italiano assoluto
RC - Record italiano cadetti
RJ - Record italiano juniores
RR - Record italiano ragazzi